# Beszt Of
A Beszt Of című válogatásalbum az 1992-ben alakult Rapülők együttes válogatás lemeze, mely 2016 november 18-án jelent meg. Az album az 1992-ben megjelent azonos című Rapülők album, és az 1993-ban kiadott Rapeta albumok slágereinek gyűjteménye "rimaszterd-pimpelt" verzióban. A lemezen hallható a Rapülők Megamix is.
Az együttes 2017-ben ünnepli 25. évfordulóját, és ezt egy nagyszabású show műsorral is megspékelik a Papp László Budapest Sportarénában 2017. február 25-én.

## Az album dalai
1. Áj lav jú
2. Lesz még rosszabb
3. Helyi terminátor
4. Holiday rap
5. Jó reggelt!
6. Zúg a Volga
7. Lapát
8. Piti vumen
9. Némber one
10. Ringasd el!
11. Nem adom fel!
12. Túr dö flanc
13. Megamix